# Đuống
De Đuống is een rivier in het noorden van Vietnam. De rivier is mede verantwoordelijk voor het ontstaan van de Rode Rivierdelta, het systeem van verschillende rivieren die bepalend zijn voor het landschap in deze regio.
De Đuống is een aftakking van de Rode Rivier. De Dương takt ter hoogte van xã Xuân Canh in Hanoi af van deze rivier. De lengte van de rivier bedraagt ruim 63 kilometer.
De provincie stroomt door de provincies Hanoi, Bắc Ninh en Hải Dương. De rivier mondt uit in de Thái Bình.